# Уединение
 Тази статия е за човешкото състояние.  За острова в Карско море вижте Уединение (остров).  
Уединението е състояние на изолация човек от обществото, липса на контакти с други хора. То може да произтича от преднамерен избор, заразна болест, неприемлив външен вид, отблъскващи персонални навици, последствие от заетост по определена работа или дори някакъв вид изгнание (например корабокрушение).
Краткосрочното уединение често е ценна в случаи на заетост по определена работа, мисловна дейност или почивка, през които разсейването със странични неща е нежелателно. Хората могат да търсят физическо уединение, за да не се разсейват и за да се концентрират. Уединението може да предизвиква и отрицателни емоции - самота.

## Здравни последици
Симптомите от наложена без желанието на индивида изолация често включват: безпокойство, слухови и визуални илюзии, и дори изкривяване на възприятията за пространство и време. Тези симптоми обаче са в резултат на липса на стимулатори за сензорните възприятия, не са ефект от усамотението и липсата на човешки контакти сами по себе си. Следователно, намирайки занимания които да поддържат интереса на индивида, тези симптоми могат да бъдат избегнати.
Според разкази на пещерняци, визуалните и слухови илюзии са особено силни в пещерите, когато човек е сам и без осветление. Липсата на каквито и да е било стимули за слуха и зрението усилват до голяма степен илюзиите, стигащи понякога до халюцинации.
Продължителната изолация обаче често се счита за нежелателна, тъй като може да доведе до отшелничество или до невъзможност за установяване и поддържане на социални контакти. Възможно е да доведе и до клинична депресия. Въпреки това за много хората усамотението не е непременно депресиращо. Монасите например зачитат дългите периоди на изолация като метод за духовно просветление. При много корабокрушенци, прекарали години в изолация, не са установени каквито и да били психологически проблеми, след като са били спасени.

## Видове
Най-общо усамотението може да се категоризира в две големи групи – доброволно и принудително.

### Принудително (като наказание)
Изолацията, под формата на карцер в затворите, е наказание прилагано в повечето страни по света. Налага се на престъпници, извършили сериозни престъпления, тези които са потенциална заплаха за останалите затворници (или в случаите с педофили – затворниците са потенциална заплаха), тези които не могат да участват в ежедневната активност на затвора поради болест или травми.

### Принудително (като лечение)
Психиатричните институции при нужда могат да налагат частична или пълна изолация на определени пациенти, предимно на агресивните и склонни към разрушителни действия, за да може да се посрещнат специфичните им нужди за връщане към нормалния режим на лечение и за да не се пречи на останалите възстановяващи се.

### Доброволно
Доброволното усамотение може да е във вид на ваканция в отдалечено ненаселено място. Често творци като писатели, композитори и художници се уединяват в тихо и спокойно кътче за да могат да творят.